# دومينيك روبرت
دومينيك روبرت هي كاتِبة وشاعرة كندية، ولدت في 1957 في هال ‏ في كندا.